# Защитный газ

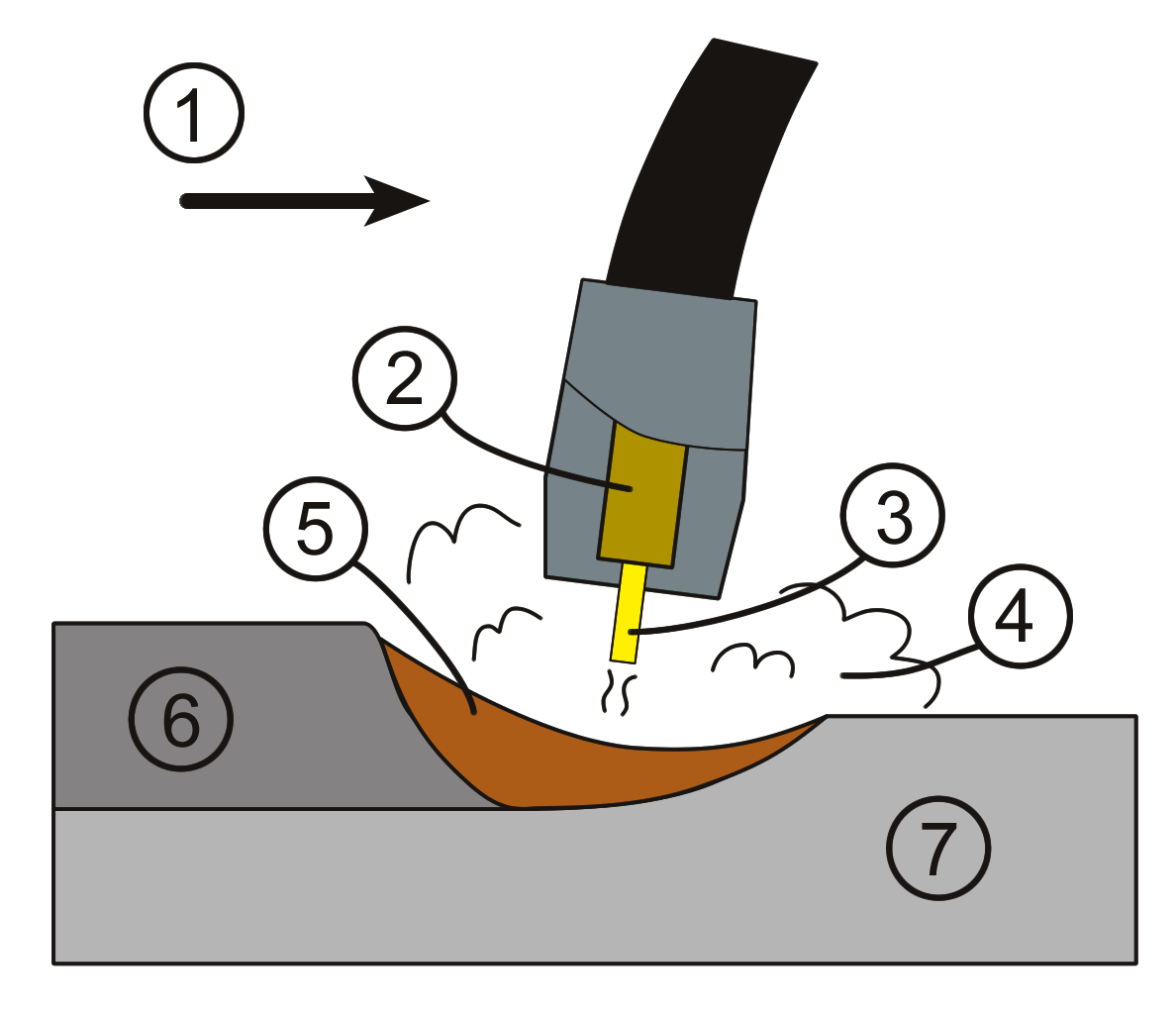
Электро-дуговая сварка в среде защитного газа:
1. Направление подачи
2. Контактная втулка
3. Сварочная проволока
4. Защитный газ
5. Расплавляемый материал
6. Сварочный шов
7. Базовый материал

Защитный газ — газ, используемый при сварке, который защищает зону сварки от проникновения вредных веществ из внешней среды, а в некоторых случаях позволяет выводить вредные вещества из сварочной ванны.
При сварке в расплавленном металле растворяются водород, кислород и др. вещества, содержащиеся в воздухе и ухудшающие качества сварочного шва. Для защиты зоны горения дуги и расплавленного металла используют:
- инертные газы (аргон, гелий) и их смеси. Инертные газы защищают дугу и свариваемый металл, не оказывая на металл металлургического воздействия. Их смесь способствует более интенсивному выделению теплоты от электрической дуги.
- активные (углекислый газ, азот, водород). Активные газы, вступают в химическое взаимодействие с металлом и растворяются в нём. По своим свойствам, активные газы делятся на три группы: газы с восстановительными свойствами (водород, оксид углерода); газы с окислительными свойствами (углекислый газ, водяные пары); газы с выборочной активностью к разным металлам (азот активен к чёрным металлам, алюминию; инертен к меди, медным сплавам).
- смеси инертных и активных газов. Смеси газов подбираются для улучшения их технологических свойств — уменьшению разбрызгивания, лучшему формированию сварного шва. Для этого используется смесь углекислого газа (95 %) и кислорода (5 %). Смесь (75 % Аr + 25 % СO2) используется для сварки стали.